# Кончо (округ)
Округ Кончо (англ. Concho county) — округ штата Техас Соединённых Штатов Америки. На 2000 год в нем проживало 3966 человек. По оценке бюро переписи населения США в 2008 году население округа составляло 3610 человек. Окружным центром является город Пейнт-Рок.

## История
Округ Кончо был сформирован в 1856 году из участка округа Бэр. Он был назван по названию реки Кончо.

## География
По данным бюро переписи населения США площадь округа Кончо составляет 2574 км², из которых 2568 км² — суша, а 6 км² — водная поверхность (0,22 %).